# Бешуйская железная дорога
Бешуйская железная дорога — узкоколейная железная дорога, которая существовала в Крыму с 1920 до 1950 года. Проходила от угольных копей на склоне горы Бешуй-Шор  и ныне не существующего посёлка Шахты (ныне территория Крымского природного заповедника, чуть подальше села Верхоречье) вдоль реки Кача к станции Сирень. Длина 20 километров. Промежуточные станции Коуш, Пачаджи. Разобрана в 1950 году.

## История

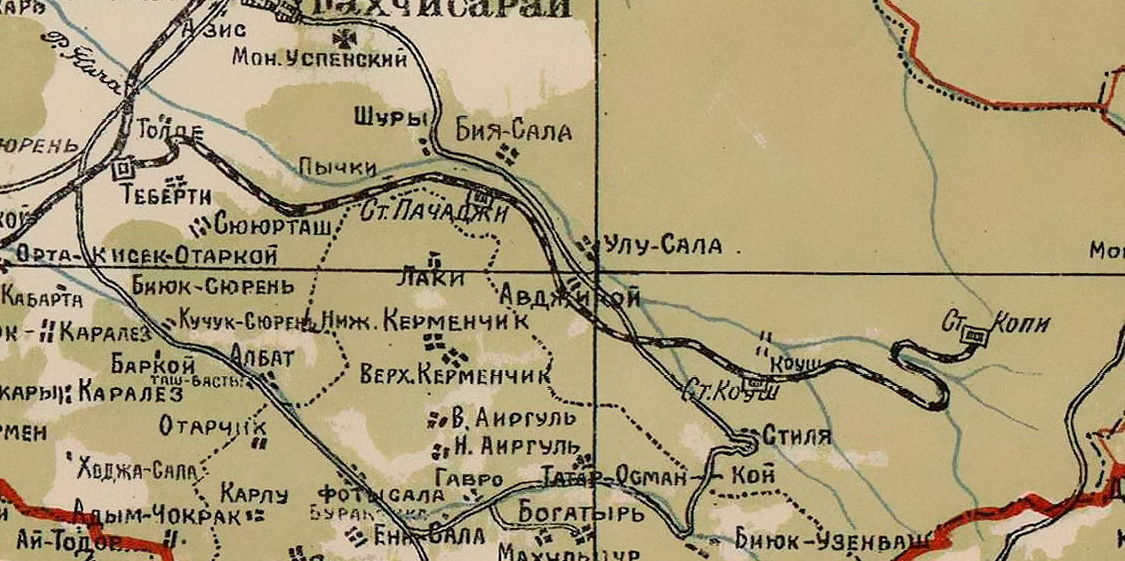
Бешуйская железная дорога на карте Крыма 1922 Крымского статистического управления

Ещё в 1919 году при Крымском краевом правительстве М. А. Сулькевича у горы Бешуй начали добычу бурого угля (гагат). Хотя уголь отсюда был невысокого качества, это было единственное в Крыму место, где были его залежи, а в условиях гражданской войны нужно было укрепить независимость экономики полуострова. Увеличить объём добычи помогла железная дорога, которую построили по приказу барона П. Врангеля в 1920 году. Хотя тогда достроить железную дорогу до конца не успели, даже недостроенный участок колеи позволил наладить поставку угля на флот. 

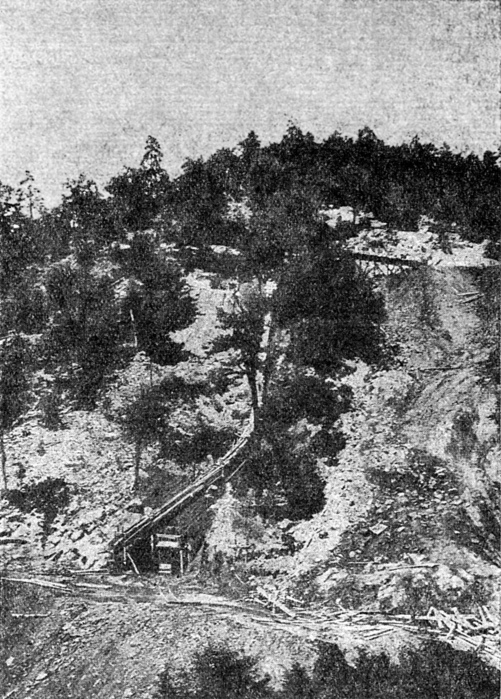
Бешуйская шахта, 1920 год.

17 (30) августа 1920 года партизаны  Крымской повстанческой армии под командованием А. В. Мокроусова в ходе атаки захватили копи и взорвали шахты найденным там же динамитом. После перестрелки партизаны отступили, с тех пор железная дорога потеряла значение для войска Врангеля.
Крымский ревком приказом № 133 от 17 декабря 1920 года возобновил строительные работы на железнодорожной ветке, соединявшей станцию Сюрень с Бешуйскими копями. Спустя четыре месяца, 28 апреля 1921 года, железнодорожная ветка вошла в строй и с её помощью добытые в январе — августе 1921 года 160 тысяч пудов бешуйского угля доставлялись во все районы Крыма. Координировала работу по добыче и распределению топливных ресурсов в Крыму созданная Крымским ревкомом 23 декабря 1920 года Крымская чрезвычайная топливная комиссия. 
Во время Великой Отечественной войны железная дорога не работала. Хотя после неё на короткое время её функционирование возобновилось, но уже в 1950 году рудники закрыли, а железную дорогу разобрали.